# Adriano de las Cortes
 (décembre 2022).
Pour les articles homonymes, voir Cortes.
Adriano de las Cortes, né vers 1580 à Tauste, Aragon et mort en 1629 à Manille est un prêtre jésuite espagnol missionnaire aux Philippines.

## Biographie
Peu d'informations existent sur l'origine familiale d'Adriano de las Cortes. Il est reçu dans la Compagnie de Jésus en 1596 quelques années après son frère aîné Ignacio de las Cortes. Après ses études de théologie à Barcelone il s'embarque en 1604 pour la mission aux Philippines (où il retrouve ce même frère aîné). Il sert d'abord comme ministre (responsable des affaires temporelles d'une maison jésuite) au collège jésuite de Manille avant de partir en 1608 pour les îles Visayas. Ses qualités de gestionnaire font qu'on lui confie assez vite la responsabilité de la mission. Il est supérieur des jésuites de la communauté de Tinagon au nord de l'île de Samar.
En janvier 1625, il quitte Manille pour Macao à l'occasion d'une mission diplomatique. En raison d'une tempête, le navire fait naufrage au large de Canton et les survivants, dont Adriano fait partie, sont arrêtés. Après un an et demi de captivité en Chine, il réussit à retourner à Manille et rédige le récit de son voyage, du naufrage et de la captivité qu'il subit dans le Royaume de la Grande Chine. Le manuscrit d'Adriano de las Cortes, illustré de dessins d'un peintre chinois établi à Manille, est conservé à la bibliothèque du British Museum, et se trouve être l'une des œuvres les plus anciennes écrites en langue castillane sur la Chine au XVIIe siècle.
Adriano de las Cortes participe par ailleurs aux débats passionnés existant alors entre les jésuites sur la meilleure façon d'évangéliser les indigènes. Lui est favorable à des pratiques missionnaires encourageant l'immersion des missionnaires parmi les populations. Ses propositions ne seront pas retenues.